# Hemsjön (Högsby socken, Småland)
Hemsjön är en sjö i Högsby kommun i Småland och ingår i Emåns huvudavrinningsområde.